# St. Nikolaus (Grevenbrück)

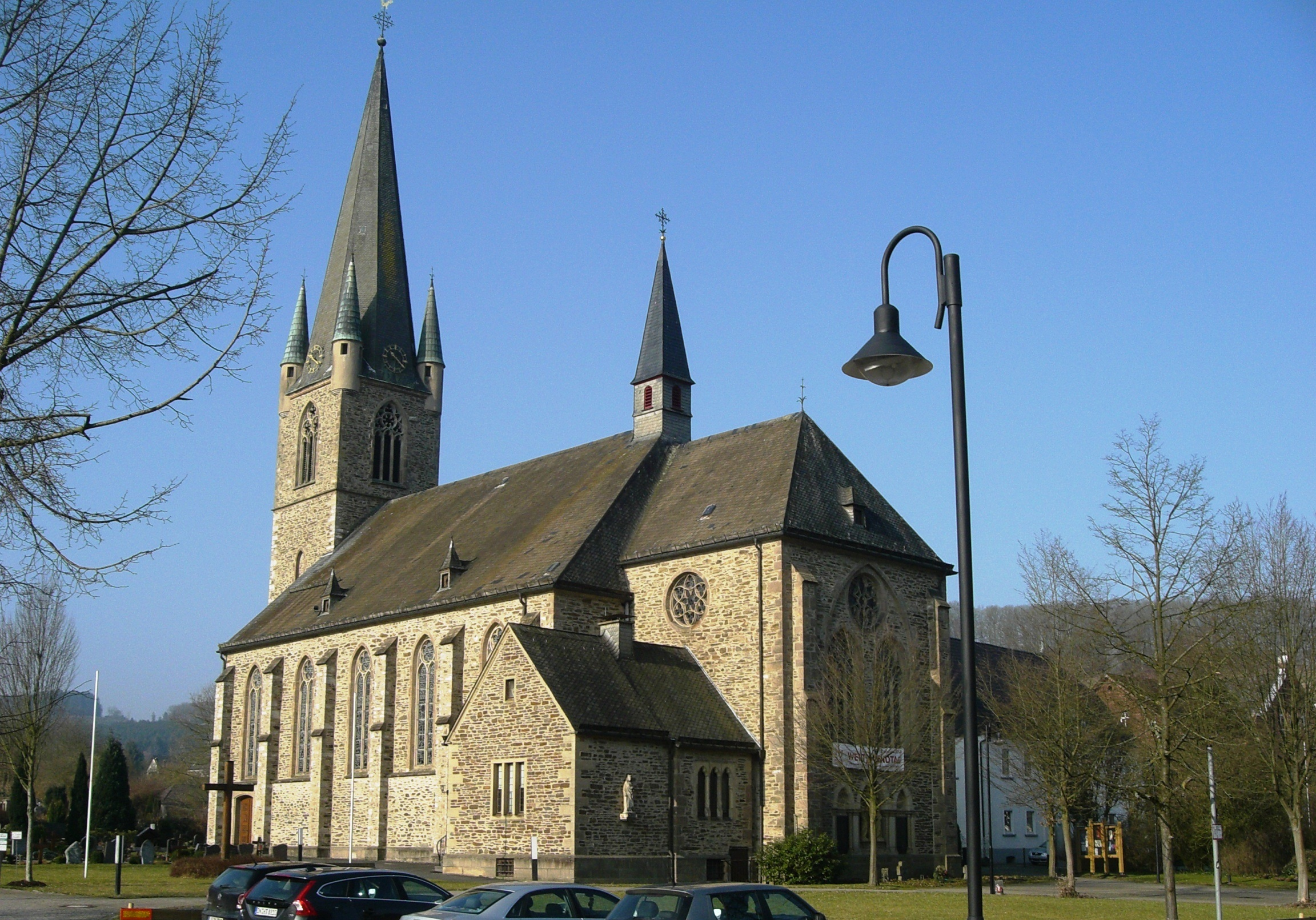
Pfarrkirche St. Nikolaus

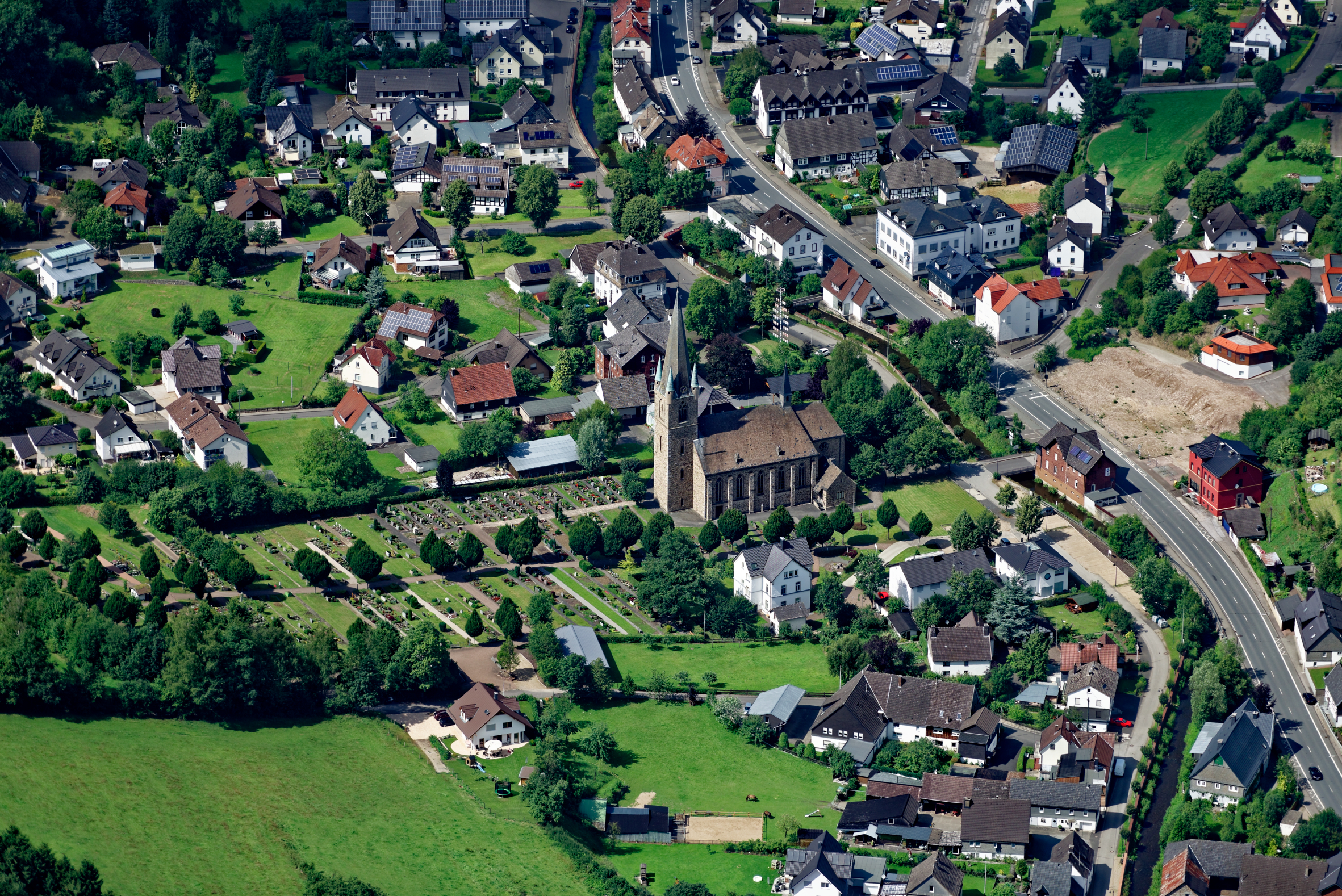
Luftbild St. Nikolaus mit Friedhof und umliegendem Ortszentrum

Die katholische Pfarrkirche St. Nikolaus ist ein denkmalgeschütztes Kirchengebäude in Grevenbrück, einem Ortsteil von Lennestadt im Kreis Olpe (Nordrhein-Westfalen). Die Kirchengemeinde St. Nikolaus Grevenbrück gehört zum Pastoralverbund Lennestadt, dem elf weitere Pfarreien bzw. Pfarrvikarien angehören. In dem 2013 geschaffenen Pastoralverbund wurden die früheren vier Pastoralverbünde Lennetal, Meggen-Maumke-Halberbracht, Oene-Elspe-Tal und Veischedetal zusammengeführt.

## Geschichte der Pfarrkirche
Schon im 13. Jahrhundert wurde Förde/Grevenbrück als Kapellengemeinde verzeichnet. Die Kapelle war Eigenkapelle der Edelleute von Gevore. Als erster Patron der zu einer Kirche erweiterten Kapelle wird später der heilige Nikolaus genannt. Hinzu kam seit dem Ende des 16. Jahrhunderts als weiterer Patron der heilige Blasius. Im Jahr 1683 wurde die Kapellengemeinde Förde selbständige Pfarrei mit den Dörfern Förde, Bonzel und Maumke. Die alte Kirche musste im Jahr 1886 einem Neubau weichen,
Die heutige Pfarrkirche wurde im neugotischen Stil errichtet und im Juli 1887 geweiht. Die Kirche verfügte u. a. bis zur Neugestaltung über kunstvolle Schnitzwerke (Kommunionbänke, Kanzel, Hochaltar und Seitenaltäre), einen komplett erhaltenen Kreuzweg aus neugotischer Zeit sowie eine eindrucksvolle, im Jahr 1908 geschaffene Pieta. Aus Anlass des hundertjährigen Bestehens ihrer Pfarrkirche ließen die Grevenbrücker im März 1987 fünf neue Bronzeglocken gießen. Eine vollständige Innenrenovierung der Kirche wurde mit der Weihe eines neuen Altares am 4. Advent 1998 abgeschlossen.

## Architektur
Die fünfjochige, neugotische Hallenkirche mit einem einjochigen, gerade schließendem Chor wurde von 1886/87 unter der Leitung von Gerhard August Fischer und Anton Sunder-Plassmann errichtet.
Der Turm steht westlich. Die Bruchsteinwände sind durch Werkstein, Strebepfeiler und Maßwerk gegliedert. Die Chorstirnwand wird durch Nischengliederung und eine Fenstergruppe hervorgehoben. Im Langhaus ruhen Kreuzrippengewölbe über schlanken Rundpfeilern. Die Kapitelle und Schlusssteine sind farbig betont. Im Chor wurde ein Rautensterngewölbe eingezogen. Aus Anlass des hundertjährigen Bestehens ihrer Pfarrkirche ließen die Grevenbrücker im März 1987 fünf neue Bronzeglocken gießen. Eine vollständige Innenrenovierung der Kirche wurde mit der Weihe eines neuen Altares am 4. Advent 1998 abgeschlossen.

## Ausstattung

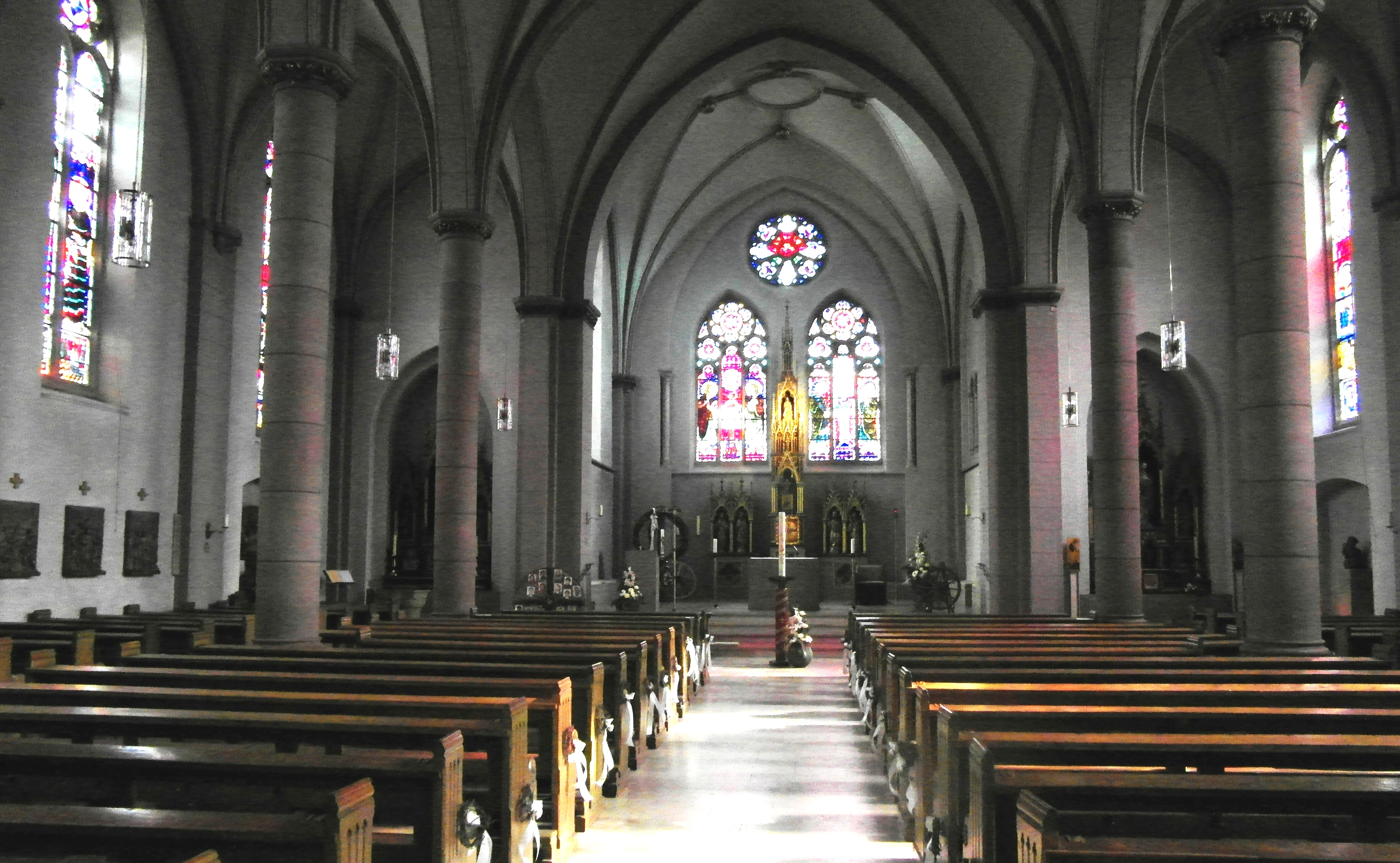
St. Nikolaus Innen

Bei den kunsthistorisch bedeutenden Gegenständen handelt es sich im Wesentlichen um:
- Die Altäre von 1890 sind Arbeiten von Theodor Brockhinke, sie wurden später verändert.
- Die Darstellung Christus in der Rast aus Eichenholz ist aus mittelalterlicher Zeit.
- Der Kreuzweg aus neugotischer Zeit ist vollkommen erhalten.
- Die eindrucksvolle Pietà ist von 1908.
- 1987 wurden fünf neue Bronzeglocken gegossen.

Eine bebilderte Dokumentation und Beschreibung der Kirchenfenster, des Grundrisses und der Innenansicht der Kirche befinden sich auf der Internetseite der Forschungsstelle Glasmalerei des 20. Jahrhunderts e.V.

## Kapellen

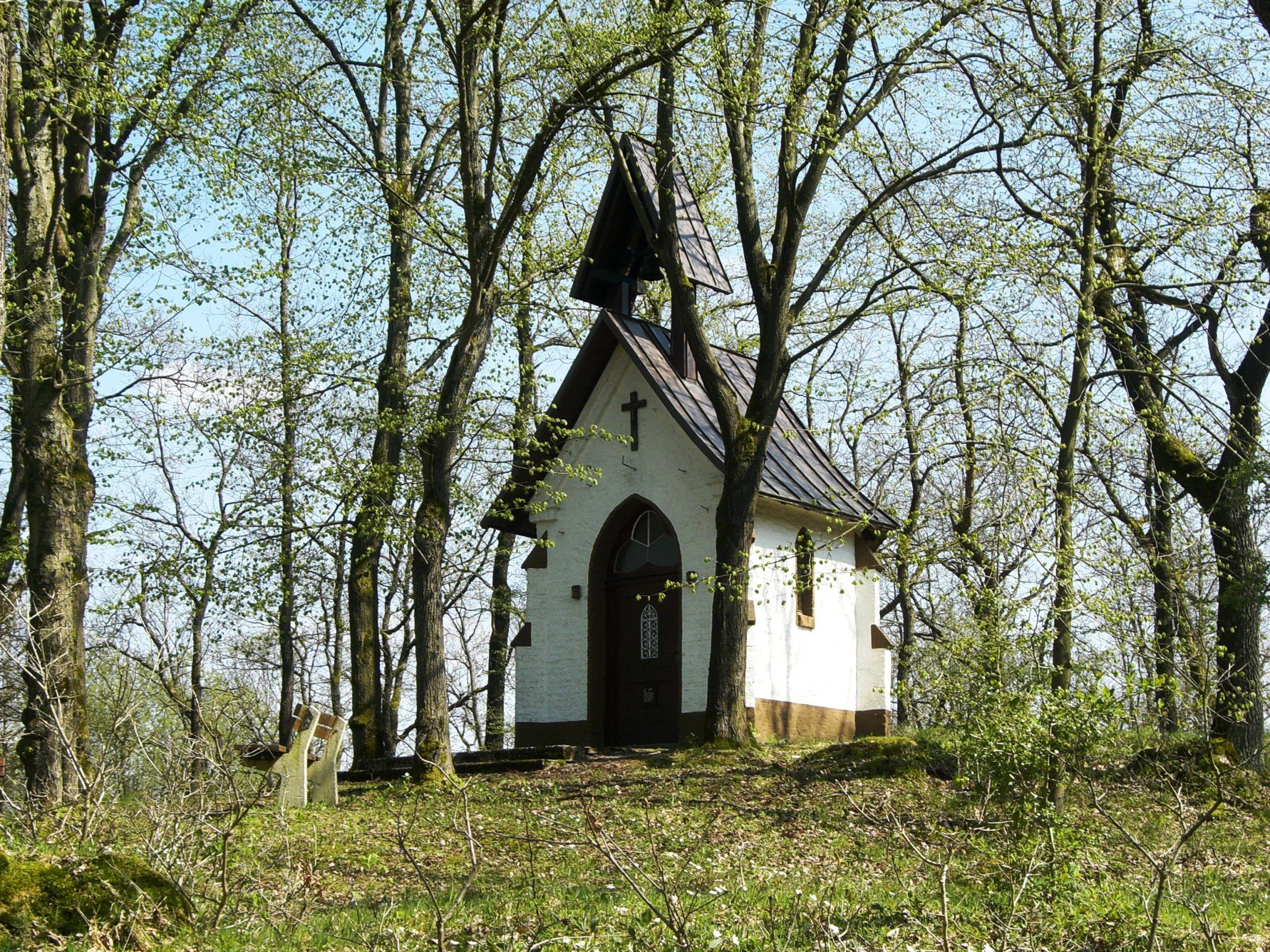
Kreuzberg-Kapelle

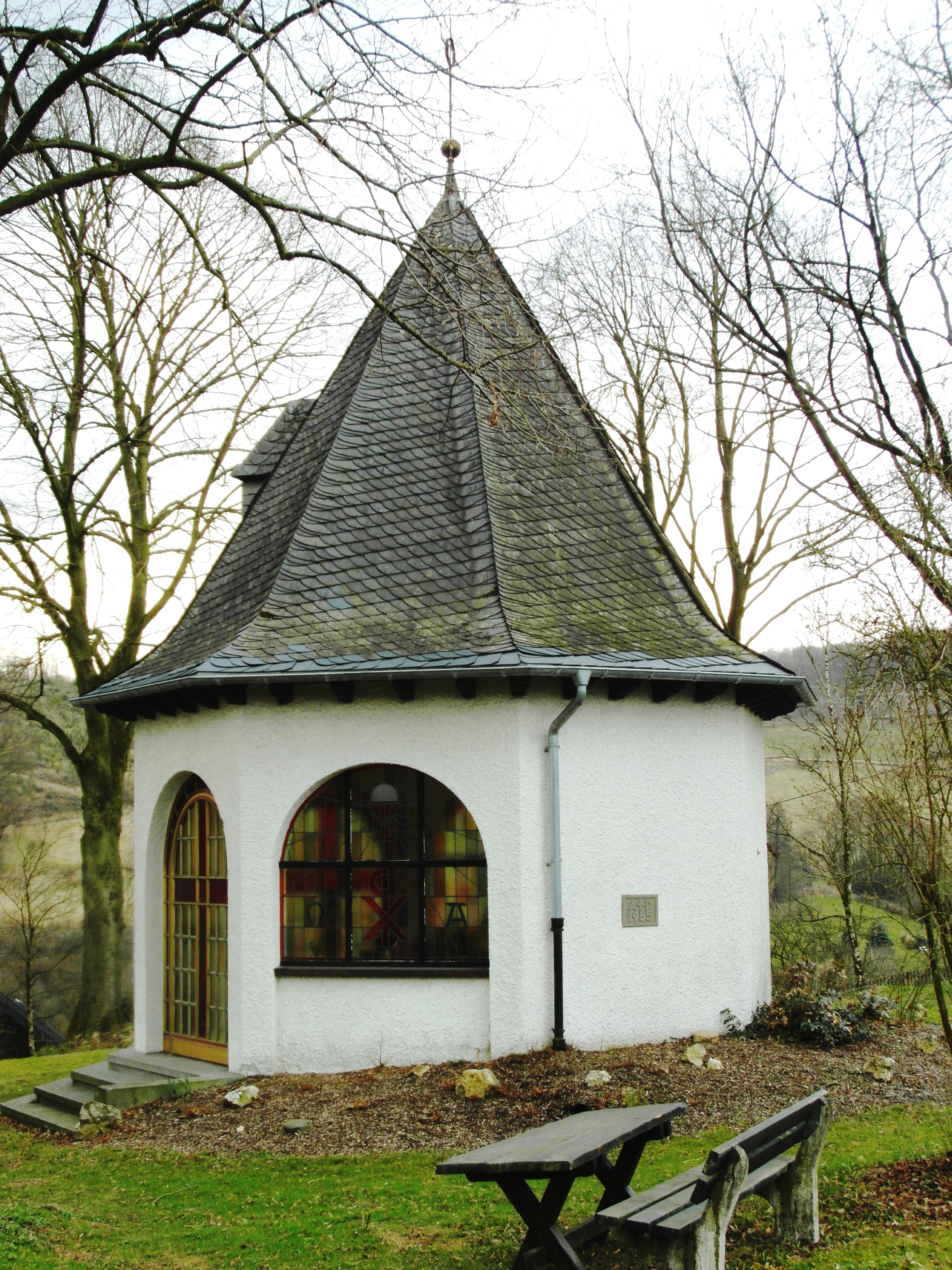
Marienkapelle auf dem Kippel

Im Jahr 1859 hatte die frühere Pfarrgemeinde Förde einen Kreuzweg mit 14 Stationen angelegt, der von Förde aus bis zum heutigen Kreuzberg in der Gemarkung Bonzel führte. Die letzte Station wurde ursprünglich als Heiliggrab-Kapelle (heute: Kreuzberg-Kapelle) mit einer Darstellung Christus auf dem Ruhebett errichtet. 1867 wurde mit einem Erweiterungsbau begonnen, doch wurde das Bauwerk noch im selben Jahr durch einen heftigen Sturm wieder zerstört. Der Wiederaufbau konnte im September 1870 vollendet werden. Aufgrund der schlechten Bausubstanz und des drohenden Zerfalls entschloss man sich im Jahr 1895 zu einem Abriss und kompletten Neubau.
Die dann in den Monaten Januar bis Juni 1898 unter Verwendung des alten Materials errichtete Kapelle hat die Zeit bis heute überstanden; sie wurde 1981 von Bonzeler Bürgern renoviert. Die Kapelle liegt einsam auf dem Kreuzberg zwischen Maumke und Grevenbrück; es handelt sich um einen kleinen neogotischen Putzbau mit dreiseitigem Chorabschluss, zweifach gestuften Strebepfeilern und offenem Glockendachreiter.
Zweimal im Jahr steht die Kreuzwegkapelle im Mittelpunkt. Bei der Blasius-Prozession zum Grevenbrücker Schützenfest bildet sie die zweite Station, am 15. August findet dort die traditionelle Feldmesse statt.
Die Marienkapelle auf dem Kippel wurde im Jahr 1955 auf Initiative der Bürger des Petmecketals auf einem Grundstück der Gemeinde errichtet. Die Kapelle ist ein achteckiger Bau, der von einem steilen Dach bekrönt wird. Mittelpunkt ist eine gestiftete Marienfigur, die von dem Bildhauer Walter Gründgens aus Münster aus 400 Jahre altem Eichenholz geschaffen wurde. Alljährlich findet hier bei der Fronleichnamsprozession die erste Segensstation statt.
Zum Osterfest wird "Am Kippel" traditionell vom Osterfeuerverein das Osterfeuer abgebrannt. Ein Kinderspielplatz neben der Kapelle findet viel Anklang; der Kapellenbereich eignet sich auch für kleinere Freiluft-Veranstaltungen.
Aus Spendengeldern von Privatpersonen, Unternehmen und Vereinen konnten im Jahr 2012 wichtige Reparaturen am Dach finanziert werden. Die Restaurierung des Kreuzes mit der vergoldeten Kuppel auf der Dachspitze ist im Frühjahr 2013 vorgesehen. Begleitet werden die Maßnahmen vom Heimat- und Verkehrsverein Grevenbrück e.V.